# エッカート (小惑星)
エッカート (1750 Eckert) は、火星横断小惑星である。直径約7kmで、小惑星帯の内側に位置し、ゆっくりと自転している。
1950年7月15日にドイツの天文学者カール・ラインムートによって、ドイツ南部のケーニッヒシュトゥール天文台で発見された。名称は、アメリカの天文学者ウォーレス・ジョン・エッカートにちなむ。

## 分類と軌道
火星横断小惑星は、太陽系の中で最も内側に密集した小惑星群を形成するハンガリア群の一員である。1.6 - 2.3 AUの距離で2年8ヶ月（977日）周期で太陽の周りを公転している。軌道離心率は0.17、黄道に対する軌道傾斜角は19°である。発見前の観測や同定が行われていないため、エッカートの観測は正式な発見以降のものとなる。

## 自転周期
2009年10月、アメリカの天文学者Brian Warnerによって、コロラド州のパーマー・ディバイド天文台でエッカートの回転光度曲線が得られた。自転周期は375時間と非常に長く、明るさの変化は0.87等級 (U=3-) だった。2016年にローウェル測光データベースから得られたモデル化された光度曲線は、377.5時間（U=n.a.）と同様の周期を与えた。エッカートの自転周期は、既知の火星横断小惑星の中で6番目に長い。

## 直径とアルベド
日本の赤外線天文衛星「あかり」による観測によれば、直径は6.95 km、表面のアルベドは0.203である。Collaborative Asteroid Lightcurve Linkは「あかり」の観測結果を採用し、石の多い小惑星の標準的なアルベドを0.20と仮定し、直径6.97 km、絶対等級13.15と計算している。

## 命名
この小惑星は、1940年から1945年までアメリカ海軍天文台の台長を務め、IAUの第7委員会の委員長であり、自動計算機のパイオニアであったアメリカの天文学者ウォーレス・ジョン・エッカートにちなんで命名された。1940年代後半から1950年代初頭にかけて、彼は当時最も強力な計算機であったSSECとNORCを天文学の計算に使用した。小惑星(1625)NORCは、この初期のスーパーコンピュータに因んで命名された。エッカートはまた、ディルク・ブラウワーとジェラルド・クレメンスと共同で、5つの外惑星の軌道の統合を行った。また、高度な計算技術を駆使して、アーネスト・ウィリアム・ブラウンの月運動論を確認し、拡張した。
正式な命名の由来は、1976年2月20日に小惑星センターによって発表された。